# Frank Righeimer
Frank Stahl Righeimer, Jr. (Chicago, Illinois, 1909. február 28.  –  Palm Beach, Florida, 1998. július 5.) olimpiai bronzérmes amerikai tőr- és párbajtőrvívó.